# Antoine Lepautre
Pour les articles homonymes, voir Lepautre.
Antoine Le Pautre (ou Lepautre) est un architecte français, né à Paris en 1621 et mort le 3 janvier 1679. 

## Biographie
Né en 1621, il est le fils d'Adrien Lepautre, maître menuisier - on connaît à celui-ci au moins deux filles et sept garçons - , et le frère aîné de Jean Lepautre, dessinateur et graveur.
En 1646-1648, Le Pautre édifie le couvent de Port-Royal à Paris, dont aujourd'hui seuls le cloître, la chapelle et la salle capitulaire sont conservés.  Protégé du cardinal Mazarin, il lui dédie son Recueil de dessins de plusieurs palais (1653), dans lequel il donne libre cours à son imagination.
En 1654, il est sans doute l'auteur du nouveau maître-autel de l'église Saint-Laurent.
Édifié entre 1655 et 1660, l’hôtel de Beauvais, rue François-Miron, à Paris, lui vaut la célébrité par l'ingéniosité avec laquelle l'architecte sait tirer parti d'une parcelle de forme très irrégulière.
En 1660, Le Pautre est nommé contrôleur général des bâtiments de Monsieur, frère du roi Louis XIV. En cette qualité, il construit en 1667 la célèbre Grande cascade du domaine de Saint-Cloud, très admirée par les contemporains et qui a heureusement été conservée.
De 1664 à 1669, il construit le château de Saint-Ouen pour Joachim Adolphe de Seiglière de Boisfranc, surintendant général de la maison puis chancelier de Monsieur, frère du Roi, édifice détruit en 1820 pour être remplacé par l'actuel château.
Au début des années 1670, plusieurs dessins, conservés au musée national de Stockholm, désignent Le Pautre comme l’auteur des écuries de Jean-Baptiste Colbert au château de Sceaux. Il entre à l'Académie royale d'architecture à la fondation de celle-ci en 1671. À la même époque, Madame de Montespan le sollicite afin de dresser les plans de son château de Clagny, proche de Versailles (la mort de Le Pautre en 1679 interrompit ce travail qui fut achevé par Jules Hardouin-Mansart).

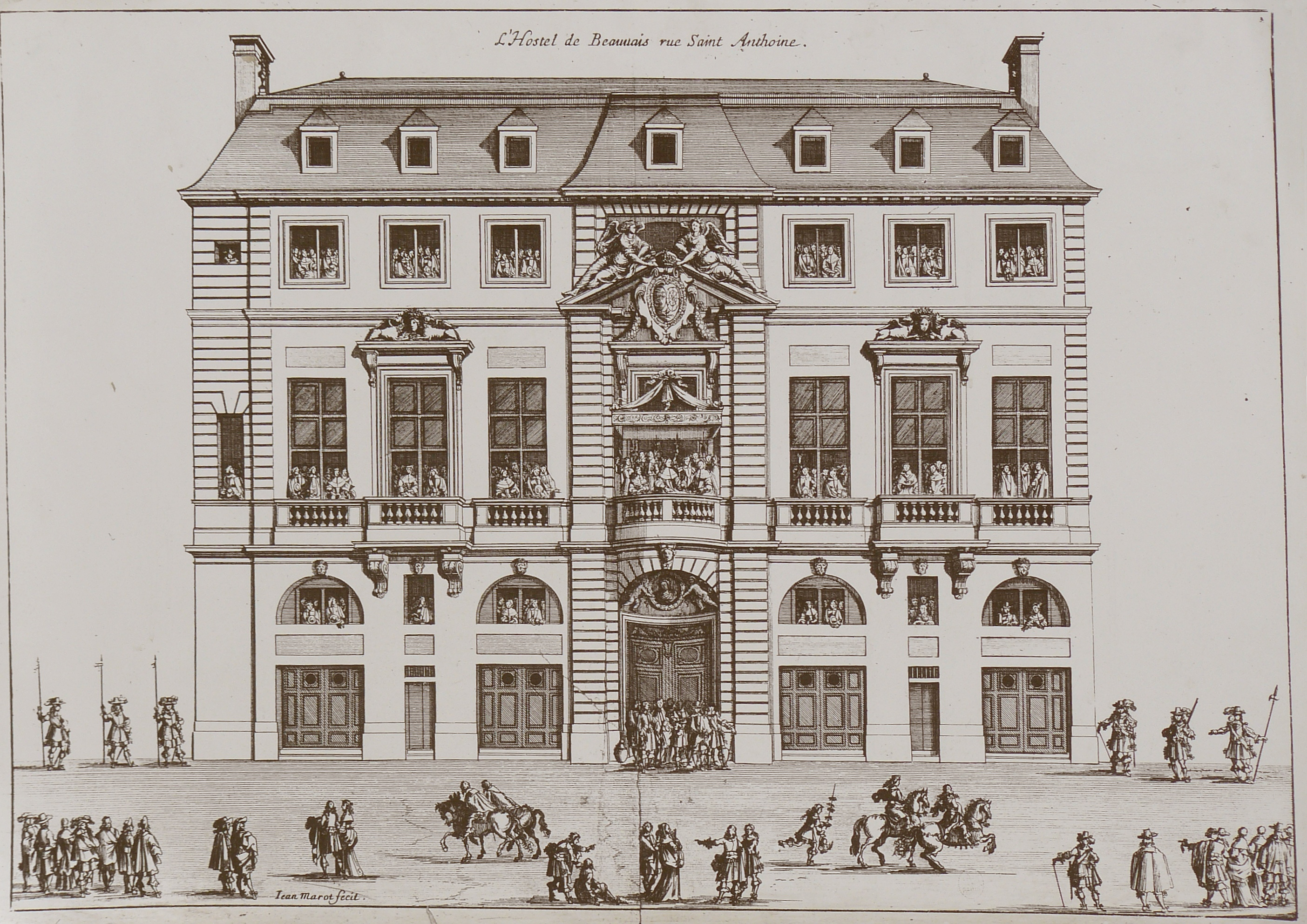
Façade de l'hôtel de Beauvais, gravure de Jean Marot
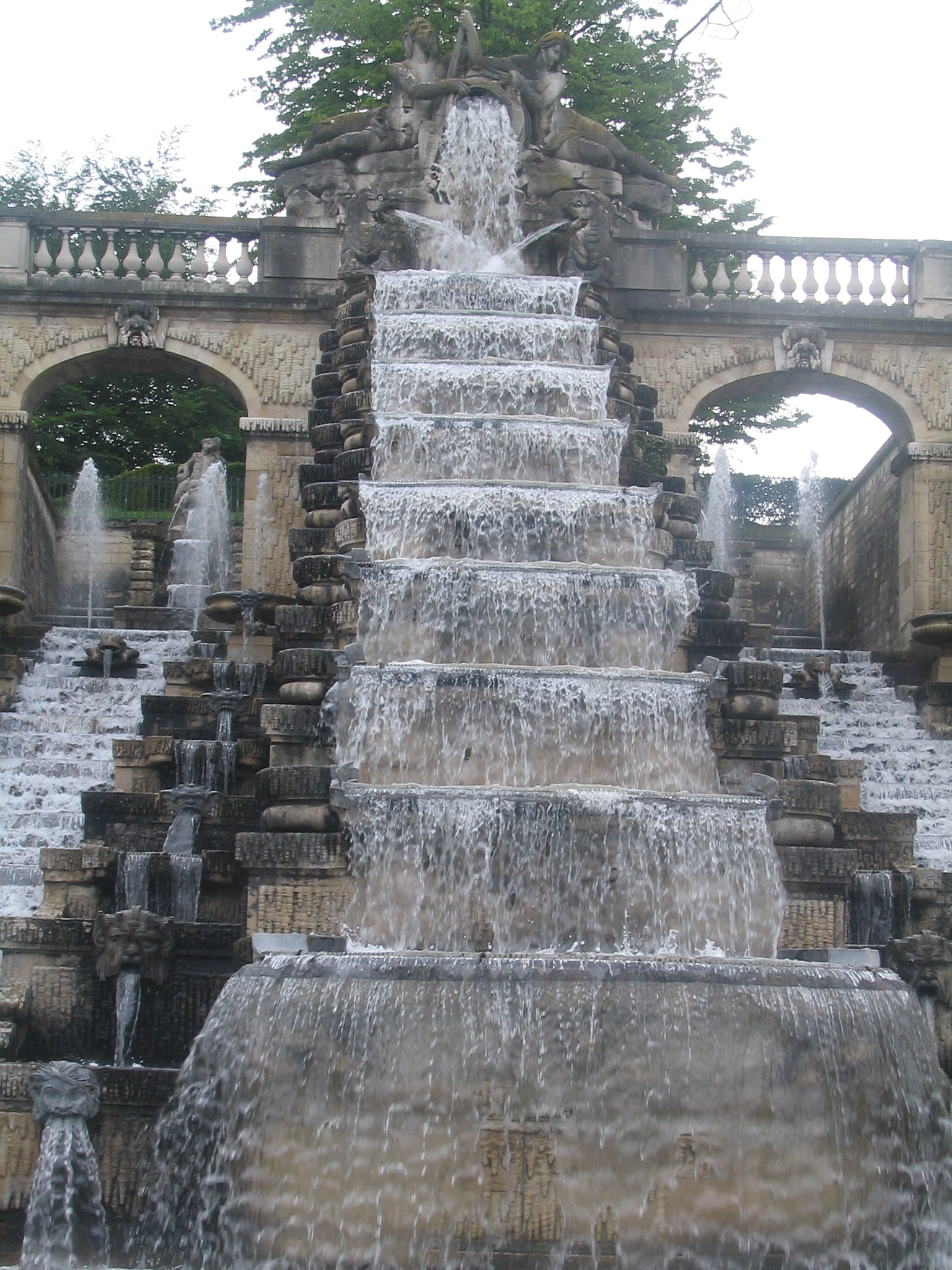
Cascade du Parc de Saint-Cloud par Le Pautre (1660-1665)
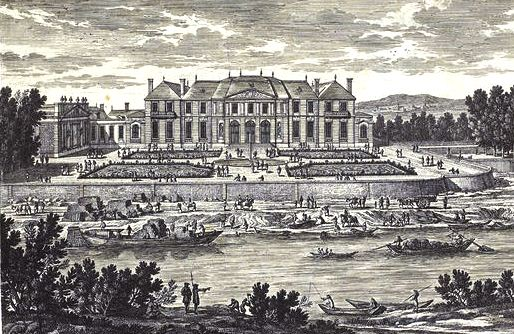
Saint-Ouen : château de Joachim Adolphe de Seiglière de Boisfranc

## Publications
- Antoine Le Pautre, Les Œuvres d'architecture, Paris, chez Jombert, 1645-1655, lire en ligne sur Gallica

## Dessins

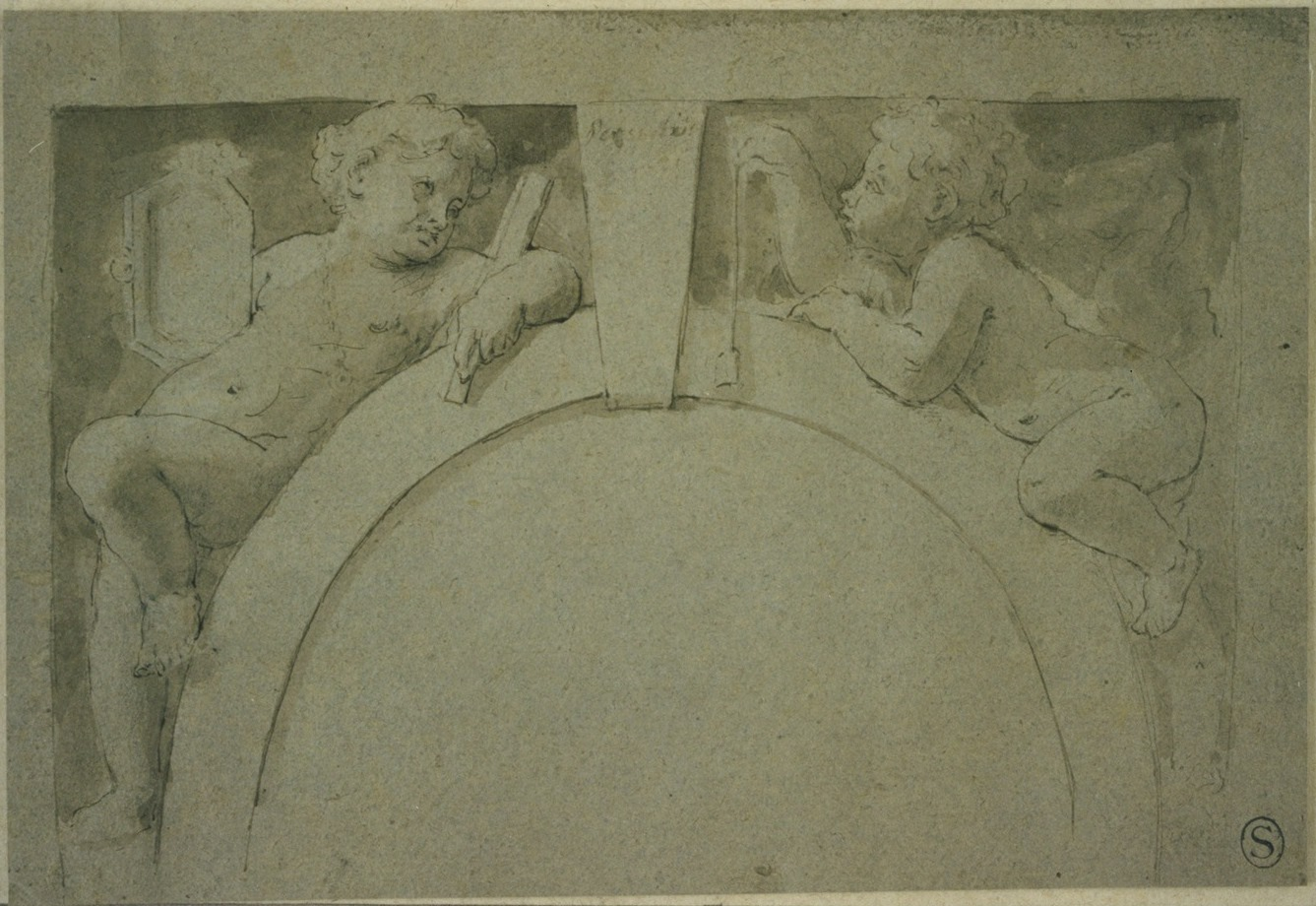
Deux enfants sur les côtés d'un arc en plein cintre, Fondation Roi Baudouin

- Noviciat des Jésuites de Paris, 1640 (Voir)
- Noviciat des Jésuites de Paris, 1640 (Voir)